# Chengdu
Pronunciação
Chengdu ou Chengtu (成都) é uma cidade do sudoeste da China, capital da província de Sichuan. Tem cerca de 20,937,75 habitantes. É um polo econômico e cultural. Chengdu é considerada uma cidade global "Beta +", de acordo com a Globalization and World Cities Research Network. Em 2011, foi considerada uma cidade de gastronomia pela UNESCO e sua culinária local é reconhecida internacionalmente, principalmente por ser picante.
A cidade também é frequentemente associada ao panda gigante , um símbolo nacional chinês, que habita a área de Sichuan; a cidade abriga a Base de Pesquisa de Criação de Panda Gigante de Chengdu.
Chengdu é agora um dos mais importantes centros econômicos, financeiros, comerciais, culturais, de transporte, pesquisa e comunicação da China. Sua economia é diversificada, caracterizada pelas indústrias de máquinas , automóveis , medicamentos, alimentos e tecnologia da informação.
1. ↑  «The World According to GaWC 2016». Globalization and World Cities Research Network. Loughborough University. 14 de novembro de 2018. Consultado em 14 de novembro de 2018. Cópia arquivada em 3 de maio de 2017
2. ↑  unesdoc.unesco.org https://unesdoc.unesco.org/ark:/48223/pf0000192047. Consultado em 12 de setembro de 2024 Em falta ou vazio |título= (ajuda)

.

## História
É uma cidade muito antiga pois já existia no século V a.C.. Durante a Segunda Guerra Sino-Japonesa, as forças nacionalistas usaram a cidade, juntamente com Chongqing, que havia se tornado a capital após a queda de Nanquim para a transferência de indústrias e universidades para a cidade, além de ter servido de base aérea pelos norte-americanos, aliados dos chineses após a entrada na Segunda Guerra Mundial para atacar posições no leste da China com bombardeiros estratégicos.

## Subdivisões
|                          | Chinês   | Área (km²) | População |
| ------------------------ | -------- | ---------- | --------- |
| Distritos                |          |            |           |
| Distrito de Chenghua     | 成华区   | 111        | 580 000   |
| Distrito de Jinjiang     | 锦江区   | 62         | 390 000   |
| Distrito de Jinniu       | 金牛区   | 108        | 640 000   |
| Distrito de Longquanyi   | 龙泉驿区 | 555        | 510 000   |
| Distrito de Qingbaijiang | 青白江区 | 392        | 400 000   |
| Distrito de Qingyang     | 青羊区   | 68         | 470 000   |
| Distrito de Xindu        | 新都区   | 481        | 600 000   |
| Distrito de Wenjiang     | 温江区   | 277        | 310 000   |
| Distrito de Wuhou        | 武侯区   | 78         | 620 000   |
| Cidades                  |          |            |           |
| Cidade de Chongzhou      | 崇州市   | 1 090      | 650 000   |
| Cidade de Dujiangyan     | 都江堰市 | 1 208      | 600 000   |
| Cidade de Pengzhou       | 彭州市   | 1 420      | 780 000   |
| Cidade de Qionglai       | 邛崃市   | 1 377      | 640 000   |
| Condados                 |          |            |           |
| Condado de Dayi          | 大邑县   | 1 548      | 500 000   |
| Condado de Jintang       | 金堂县   | 1 156      | 840 000   |
| Condado de Pi            | 郫县     | 437        | 480 000   |
| Condado de Pujiang       | 蒲江县   | 580        | 260 000   |
| Condado de Shuangliu     | 双流县   | 1 067      | 880 000   |
| Condado de Xinjin        | 新津县   | 332        | 290 000   |